# José Antônio Pedreira de Magalhães
José Antônio Pedreira de Magalhães (Rio de Janeiro, 4 de maio de 1858 — Rio de Janeiro, 25 de novembro de 1939) foi um advogado e político brasileiro.
Formou-se pela Faculdade de Direito de São Paulo no ano de 1879. Era abolicionista e membro da Comissão dos Cinco que elaborou o projeto da primeira Constituição Republicana, em 1891.
Em sua homenagem foi nomeada uma rua no Parque Artur Alvim em São Paulo.